# Robotização
Robotização é o processo que envolve a substituição de tarefas outrora executadas por humanos, de forma que tais atividades passem a ser executadas por meio de robôs.
A tecnologia envolvendo a robotização é altamente sofisticada e requer elevado grau de desenvolvimento técnico-científico. Dentre as áreas mais comumente robotizadas, temos os setores computacional, aeroespacial, automação industrial, militar e médico. Contudo, diversas outras áreas podem ser robotizadas, como o caso do comércio, onde máquinas robotizadas conhecidas por vending machines fazem a comercialização de produtos como café, refrigerantes, chocolates, lanches, cigarros, preservativos, ingressos para eventos, entre inúmeros outros itens.

## Histórico
Como o próprio nome indica, a robotização corresponde à adoção de robôs para execução de atividades anteriormente empreendidas com intervenção manual.  A palavra robô deriva do termo eslavo robota , que significa trabalho forçado ou escravo.
A globalização é responsável por diversas modificações no mundo. Um desses fatores fortemente influenciados pelo processo de globalização foi o surgimento da  robotização nos processos industriais. A robotização nas fábricas, começou nas últimas décadas do século XX com o uso de computadores e robôs para a fabricação de vários produtos.
Com o avanço dos conhecimentos em robótica, os robôs passaram a executar um grande número de tarefas, reduzindo a possibilidade de falhas humanas. Eles também substituíram os operários em atividades que representam condições perigosas e cansativas, como soldagem de peças, pintura de veículos, operação de alto-forno em siderúrgicas, manipulação de produtos petroquímicos.
O processo produtivo envolvido relaciona-se fundamentalmente aos avanços técnicos que favorecem o aumento da produtividade, tanto de forma quantitativa quanto qualitativa. Desde que a produção industrial começou a ser feita na base de tarefas simples e repetitivas, essas se tornaram alvos de estudos visando a sua automação, ou seja: substituição de trabalho humano por máquinas.
Esse processo evoluiu até culminar na criação do processo de robotização industrial. Uma vez que que a produção envolve grandes montantes financeiros e os custos relacionados à quantidade de pessoas empregadas é cada vez maior, a robotização implica economia a longo prazo.

## Características do processo

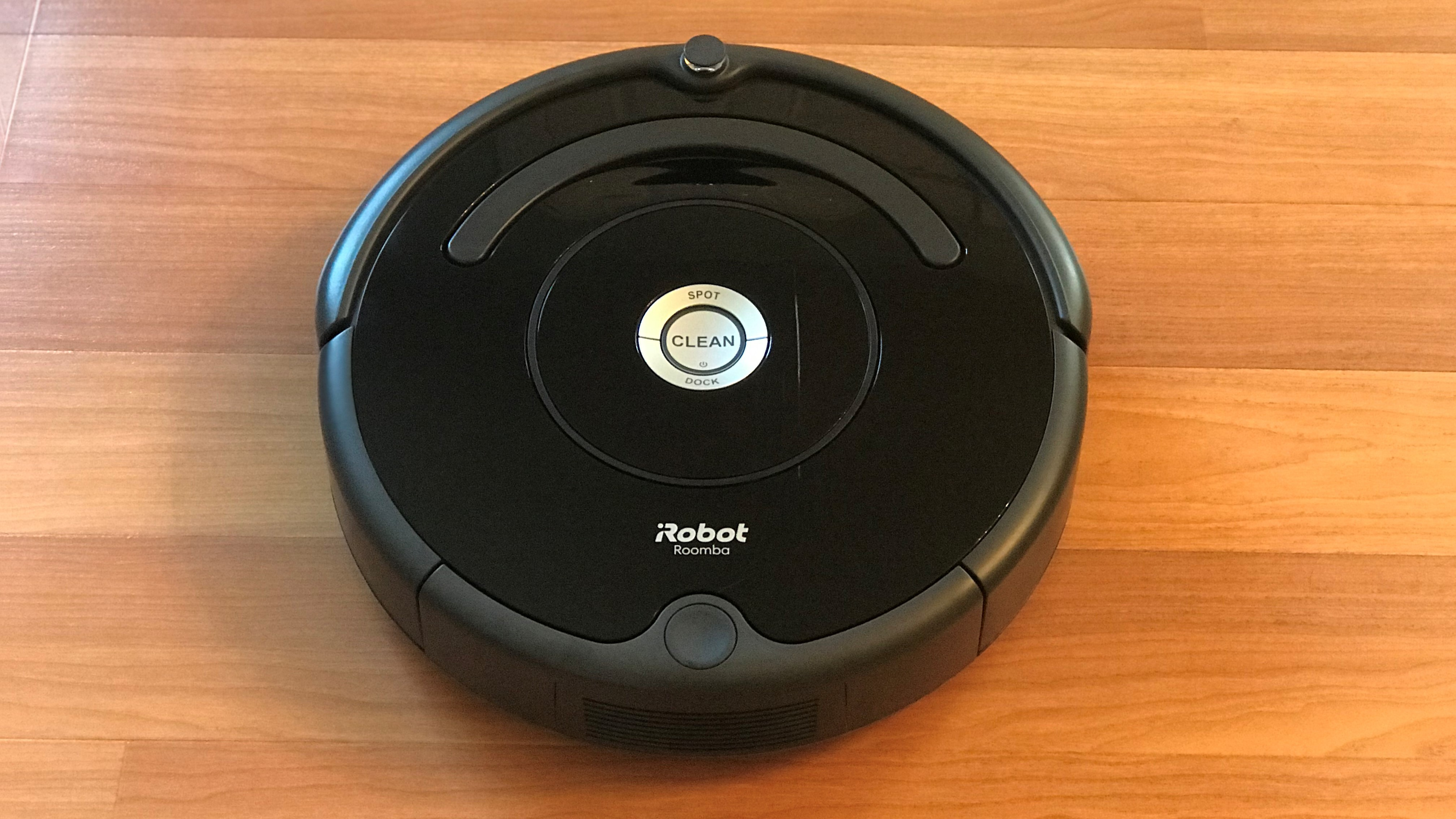
Aspirador de pó robotizado que trabalha de forma quase totalmente autônoma.

A cada ano, aproximadamente 85 mil novos robôs são introduzidos nas indústrias do planeta, segundo dados divulgados pela Organização das Nações Unidas (ONU). Estima-se que existam mais de 800 mil robôs atuando, gerando força de trabalho suficiente para substituir cerca de dois milhões de pessoas. Esse processo tem diversos objetivos, sendo que um dos principais deles é a maximização da produção: a utilização de robôs é capaz de quadruplicar a produção em determinados segmentos industriais.
As indústrias estão, cada vez mais automatizadas. Essas máquinas são especificamente desenvolvidas e programadas para executar movimentos rápidos, padronizados e extremamente eficazes, aumentando significativamente a produção e, consequentemente, maximizando os lucros. Porém, as consequências podem ser drásticas para os trabalhadores, pois esse fenômeno pode agravar o problema do desemprego.
Notadamente, o setor industrial que mais investe em robôs é o ramo automotivo. De todos os robôs utilizados nas indústrias, estima-se que 68% deles pertençam à indústria automobilística.
A robotização também ocorre nos ambientes domésticos, de modo que é cada vez mais comum a existência de equipamentos autônomos que realizam atividades cotidianas. Robôs aspiradores de pó, limpadores de piscinas robotizados, alimentadores automáticos de animais e assistentes digitais como o Google Assistant e o Amazon Alexa são exemplos de como o processo de robotização avança de forma praticamente irreversível, alterando a rotina doméstica das pessoas.

## Impactos sociais
Após passarem por processos de robotização, muitas empresas relatam queda nos custos de operação e aumento da produtividade. Contudo, há preocupação constante de entidades civis quanto ao desemprego que pode ocorrer em função dessa mudança de paradigmas.

### Críticas negativas
Dentre as críticas frequentemente executadas contra o processo de robotização destacam se as seguintes:
- Com o passar dos tempos, a robotização se intensificou e substituiu pessoas, causando desemprego em alguns setores da indústria, afetando a economia, sobretudo em setores mais vulneráveis da sociedade.[5]
- O elevado custo dos equipamentos pode ser fator impeditivo de sua adoção por pequenas empresas.[10]
- Os robôs são incapazes de pensar por conta própria, não podendo tomar decisões de elevado grau de complexidade.[11][12]
- Há preocupações quanto à privacidade dos usuários dessas máquinas, pois muitos robôs são conectados à internet e podem coletar dados sobre sua utilização, repassando tais informações ao fabricante do equipamento.[13]

### Vantagens
Dentre as vantagens frequentemente relacionadas ao processo de robotização, destacam se as seguintes:
- Para os detentores dos meios de produção, a utilização de máquinas é mais vantajosa, visto que, além da produção ocorrer de forma mais rápida, os custos da folha salarial são diminuídos.[5]
- Os robôs são benéficos para as empresas, pois raramente param suas atividades.[5]
- As novas tecnologias forçam os trabalhadores a procurarem por especialização, visto que é necessário a formação de técnicos aptos a operar os  equipamentos das empresas que optam por adotar operação robotizada.[2][4]
- Há redução nos níveis de insalubridade no trabalho, visto que as tarefas mais perigosas podem ser desenvolvidas por robôs.[4]
- A redução no custo de produção proporcionada pela robotização pode se refletir em produtos mais baratos para o consumidor final.[14]